# Stadsprijs Geraardsbergen 2001
De 70e editie van de Belgische wielerwedstrijd Stadsprijs Geraardsbergen werd verreden op 29 augustus 2001. De start en finish vonden plaats in Geraardsbergen. De winnaar was Berry Hoedemakers, gevolgd door Hans De Clercq en Dany Baeyens.

## Uitslag
| Stadsprijs Geraardsbergen 2001 |                     |                         |            |
| Plaats                         | Naam                | Ploeg                   | Tijd       |
| Winnaar                        | Berry Hoedemakers   | Team Cologne            | 4u 18' 45" |
| 2                              | Hans De Clercq      | Lotto-Adecco            | z.t.       |
| 3                              | Dany Baeyens        | Collstrop-Palmans       | z.t.       |
| 4                              | Geoffrey Demeyere   | Vlaanderen-T-Interim    | +09"       |
| 5                              | Klaus Mutschler     | Team Coast-Buffalo      | +1'38"     |
| 6                              | Geert Omloop        | Collstrop-Palmans       | z.t.       |
| 7                              | Raymond Meijs       | Team Cologne            | z.t.       |
| 8                              | Jakob Gram Nielsen  | Team Fakta              | z.t.       |
| 9                              | Lennie Kristensen   | Team Fakta              | z.t.       |
| 10                             | Jurgen Van De Walle | Landbouwkrediet-Colnago | +1' 57"    |

1912 · 1913 · 1914–1926 · 1927 · 1928–1932 · 1933 · 1934 · 1935 · 1936 · 1937 · 1938 · 1939 · 1940 · 1941 · 1942 · 1943 · 1944 · 1945 · 1946 · 1947 · 1948 · 1949 · 1950 · 1951 · 1952 · 1953 · 1954 · 1955 · 1956 · 1957 · 1958 · 1959 · 1960 · 1961 · 1962 · 1963 · 1964 · 1965 · 1966 · 1967 · 1968 · 1969 · 1970 · 1971 · 1972 · 1973 · 1974 · 1975 · 1976 · 1977 · 1978 · 1979 · 1980 · 1981 · 1982 · 1983 · 1984 · 1985 · 1986 · 1987 · 1988 · 1989 · 1990 · 1991 · 1992 · 1993 · 1994 · 1995 · 1996 · 1997 · 1998 · 1999 · 2000 · 2001 · 2002 · 2003 · 2004 · 2005 · 2006 · 2007 · 2008 · 2009 · 2010 · 2011 · 2012 · 2013 · 2014 · 2015 · 2016 · 2017 · 2018 · 2019 · 2020 · 2021 · 2022